# Centraal Orgaan Voorraadvorming Aardolieproducten

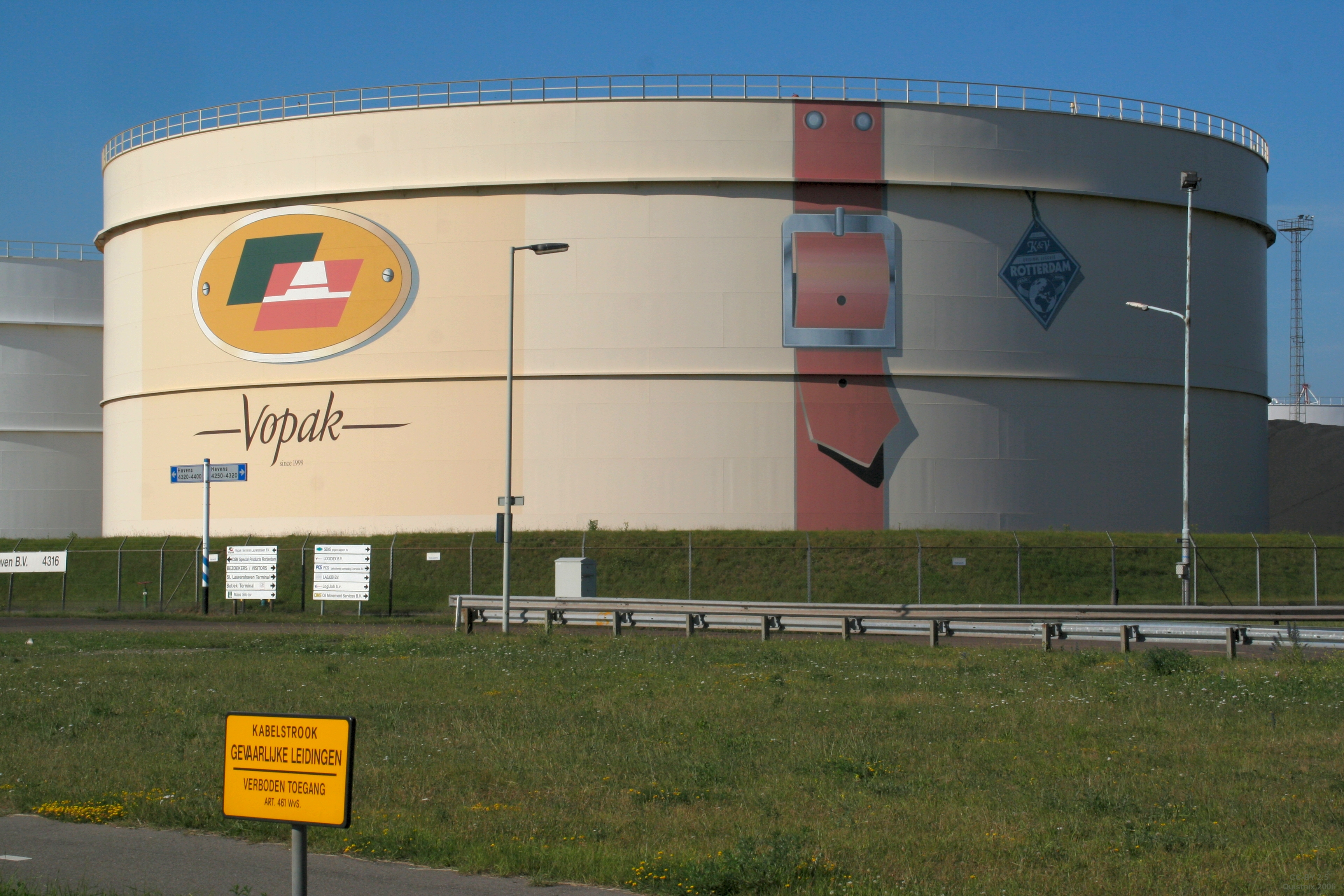
Een olietank in Rotterdam Botlek

De stichting Centraal Orgaan Voorraadvorming Aardolieproducten (COVA) is in opdracht van de Nederlandse overheid verantwoordelijk voor het (laten) aanhouden van strategische voorraden aardolieproducten tegen zo laag mogelijke kosten. Landen zijn op grond van internationale afspraken verplicht om een strategische (nood)voorraad aardolieproducten aan te houden. In de Wet voorraadvorming aardolieproducten 2012 (Wva 2012) is dit geregeld voor Nederland.

## Achtergrond
In 1973 en 1974 was er een oliecrisis in de Westerse wereld. De leden van de Organisatie van Arabische Olie-exporterende Landen (OAPEC, bestaande uit de Arabische leden van de OPEC plus Egypte en Syrië) boycotten landen die Israël steunden in zijn conflict met Syrië en Egypte. Deze beslissing trof de Verenigde Staten, diverse bondgenoten in West-Europa, waaronder Nederland en Portugal, en Japan.
De Europese landen toonden weinig solidariteit tijdens de boycot. Frankrijk, Italië en West-Duitsland, concentreerden zich op het verzekeren van hun eigen olievoorziening, en sloten bilaterale contracten met olieproducerende landen. Om de Arabische invloed in Europa te beperken, organiseerden de Verenigde Staten in februari 1974 een energieconferentie. Deze bijeenkomst leidde in november 1974 tot de beslissing het Internationaal Energie Agentschap (IEA) op te richten door de Organisatie voor Economische Samenwerking en Ontwikkeling (OESO) en de totstandkoming van het Internationale Energie Programma (IEP).
Het IEP-verdrag kent drie typen noodmaatregelen, namelijk:
- het aanhouden van noodvoorraden;
- het verlagen van de consumptie, en
- het herverdelen van de beschikbare olie.

In het geval van een noodsituatie hebben de deelnemers de mogelijkheid om gezamenlijk één of meer van deze maatregelen te effectueren. De gecoördineerde en tijdige inzet van deze maatregelen zal leiden tot extra aanbod uit de aangehouden oliereserves en een lagere vraag waardoor olieprijsstijgingen én schade voor de economie worden beperkt. In Nederland wordt de Stichting Centraal Orgaan Voorraadvorming Aardolieproducten (COVA) belast met de uitvoering van noodvoorraden.

## Nederlandse voorraadverplichtingen
In IEA- en EU verband (Richtlijn 2009/119/EC) is een voorraadverplichting afgesproken, die gelijkstaat aan het hoogste van 90 dagen netto import of 61 dagen binnenlands verbruik (bedoeld voor grote olieproducerende landen) over het voorgaande kalenderjaar. Als gevolg van de invoering van de Wet voorraadvorming aardolieproducten 2012 houdt het bedrijfsleven (raffinaderijen en handelaren) ongeveer 20% aan, terwijl de verplichting van COVA bestaat uit het verschil zijnde 80%.
De grootte van de voorraden wordt per categorie (benzine, diesel, kerosine, ruwe aardolie) vastgesteld door het Ministerie van Economische Zaken & Klimaat (EZK). In tijden van een plotselinge of dreigende olieaanvoeronderbreking zullen de IEA-landen gezamenlijk besluiten op welke wijze, in welke hoeveelheden en op welk moment, deze oliecrisisvoorraden op de markt zullen worden afgezet.

## Organisatie
COVA is een non-profitorganisatie (rechtspersoon met wettelijke taak) die vrijgesteld is van vennootschapsbelasting. De statuten van COVA moeten goedgekeurd worden door de minister van EZK. Deze moet tevens zijn goedkeuring geven aan de jaarlijkse begroting en het jaarverslag. Het bestuur van COVA bestaat uit ten minste drie en ten hoogste vijf leden die worden benoemd door de minister van EZK.

## Opslagfaciliteiten
COVA bezit zelf geen opslagfaciliteiten. Een van de taken van de operationele afdeling van COVA is daarom het selecteren van geschikte opslagbedrijven/locaties tegen zo laag mogelijke kosten voor de noodvoorraad olie(producten) van de Nederlandse staat. Hiertoe worden aanbestedingen gehouden, via welke de opslagbedrijven zich kunnen kwalificeren voor opdrachten. Dit systeem verzekert dat de opslag tegen de laagst mogelijke kosten en concurrerende prijzen geschiedt. De aardolie(producten) worden in Nederland opgeslagen in diverse terminals, maar ook in het buitenland. Een deel van de Nederlandse noodvoorraden ruwe olie is opgeslagen in zoutmijnen in Noord-Duitsland omdat dit aanzienlijk goedkoper is dan opslag boven de grond. Diesel en benzine worden hoofdzakelijk in Nederland opgeslagen.

## Tickets
Naast de zogenaamde fysieke voorraad kan er een gedeelte van de voorraad in de vorm van optiecontracten (zogenaamde "tickets") worden aangehouden. Dit zijn contracten met derden voor het, op verzoek van COVA, leveren van olieproducten tegen de dan geldende markttarieven. Daarnaast hebben alle andere partijen die vallen onder de Nederlandse verplichting van olievoorraadvorming, zoals raffinaderijen, importeurs en andere entiteiten die actief zijn op de markt voor olieproducten het recht behouden om aan hun voorraadverplichtingen te voldoen door dergelijke contracten af te sluiten. Deze contracten worden ook tot de Nederlandse strategische voorraad gerekend. Belangrijke factoren die een rol spelen bij het aangaan of verlenging van een ticket zijn de prijs, beschikbaarheid, en de kosten voor aanschaf en opslag van fysieke voorraden. Deze laatste kosten zijn veelal hoger dan die van tickets.

## Financiering

### Exploitatiekosten
Over elke getankte liter benzine of diesel heft de overheid belastingen. Eén daarvan is de voorraadheffing, waarmee de exploitatie-, inclusief financieringskosten, van COVA worden gedekt. De olie-industrie krijgt geen vergoeding. Sinds 2012 bedraagt de heffing, conform de Wva 2012, voor:
- lichte olie, per 1000 liter bij een temperatuur van 15 graden Celsius € 8,00
- halfzware olie, per 1000 liter bij een temperatuur van 15 graden Celsius € 8,00
- gasolie, per 1000 liter bij een temperatuur van 15 graden Celsius € 8,00
- vloeibaar gemaakt petroleumgas, per 1000 kilogram € 8,00.

De heffing is vastgelegd in de Wet voorraadvorming aardolieproducten en kan alleen via een wetswijziging aangepast worden.
De operationele kosten van COVA bedroegen in 2018 € 72 miljoen, als volgt verdeeld:
- Opslagkosten (inclusief verzekering en inspecties): € 61 miljoen
- Financieringskosten (voornamelijk rente over leningen): € 9 miljoen
- Operationele uitgaven/organisatie/overhead: € 2 miljoen.

### Leningen
De middelen die benodigd zijn voor de verwerving van olievoorraden bestaan altijd uit een mix van lange- en korte termijn bancaire financieringsinstrumenten. COVA was tot 2003 hoofdzakelijk actief in de geld- en kapitaalmarkt.
Vanaf 2003 worden, behoudens enkele uitzonderingen, alle leningen gefinancierd door het agentschap van het Ministerie van Financiën. Deze leningen worden gegarandeerd door een borg van het Ministerie van Economische Zaken en Klimaat. COVA heeft toegang tot financieringsinstrumenten van het Rijk die zeer kostenefficiënt zijn. Hiermee worden de meest gunstige tarieven verkregen en de financieringskosten geminimaliseerd.